# Eivissa, Biodiversitat i Cultura
Eivissa, Biodiversitat i Cultura és un conjunt de béns naturals i culturals inscrits com a Patrimoni de la Humanitat per la UNESCO el 4 de desembre de 1999, considerant-los com un excel·lent exemple d'interacció entre els ecosistemes marí i litoral i per la preservació d'una considerable evidència de la llarga història d'Eivissa.
El conjunt inclou:
- Béns naturals:
  - Praderies de posidònia i les seves formacions naturals en el parc natural de ses Salines.
- Béns culturals:
  - Fortificació renaixentista i conjunt històric de Dalt Vila
  - Necròpoli fenici-púnica de Puig des Molins
  - Jaciment fenici de sa Caleta, al municipi de Sant Josep de sa Talaia

## Valors naturals i culturals
Les salines d'Eivissa i de Formentera són el tret d'unió entre els béns naturals i els culturals. Les tècniques d'explotació tradicional des del segle viii aC han mantingut l'ecosistema amb diversitat vegetal i animal. La qualitat de la sal depèn de la qualitat de l'aigua que alhora depèn en gran manera de la funció ecològica de la posidònia.
El comerç mil·lenari de la sal ha marcat el valor cultural de l'acròpolis de Dalt Vila. L'establiment fenici de sa Caleta és el primer precedent del comerç de la sal i de l'establiment al Puig de Vila. Els vestigis del jaciment fenici-púnic del Puig des Molins donen testimoni de la vitalitat d'una vila molt poblada. S'ha conservat com a ciutat fortificada i estratègica en època púnica, romana, islàmica, catalana, culminant en la fortificació renaixentista. En cada època s'han mantingut les estructures anteriors renovant-les i consolidant-les.
La fortificació de la vila en el segle xvi, sobre el model italià del Renaixement, és un antecedent pràctic i teòric que es va aplicar després en les fortificacions espanyoles a Amèrica. Constitueix un precedent del model de fortificació francesa del segle xvii.

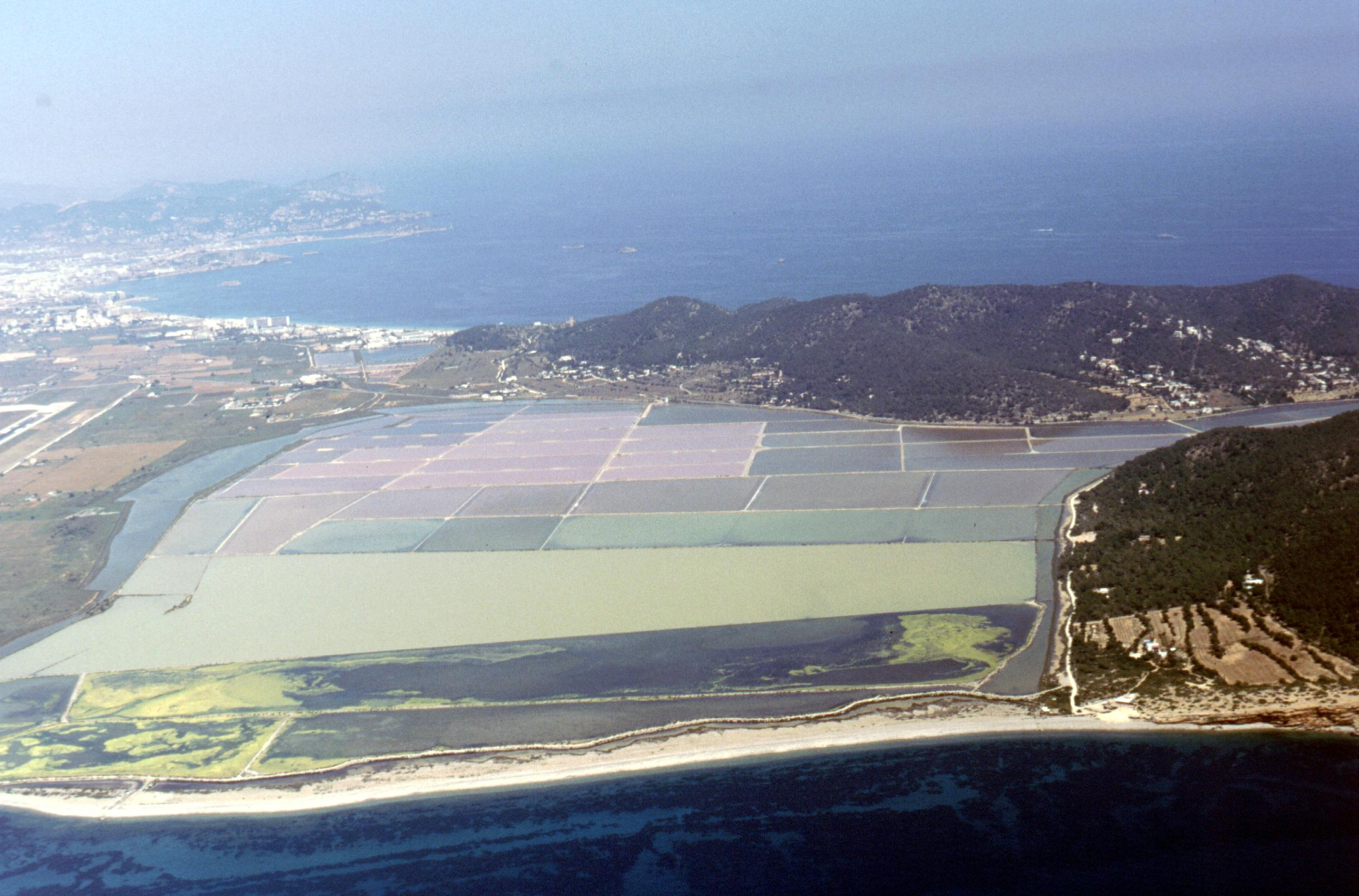
Salines d'Eivissa
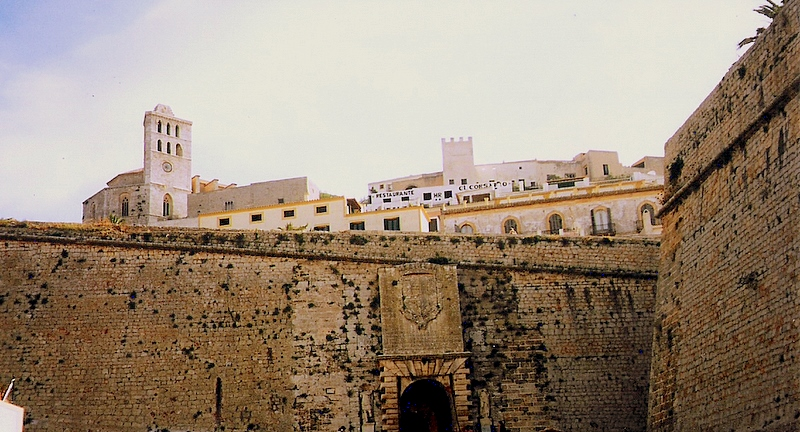
Murades d'Eivissa
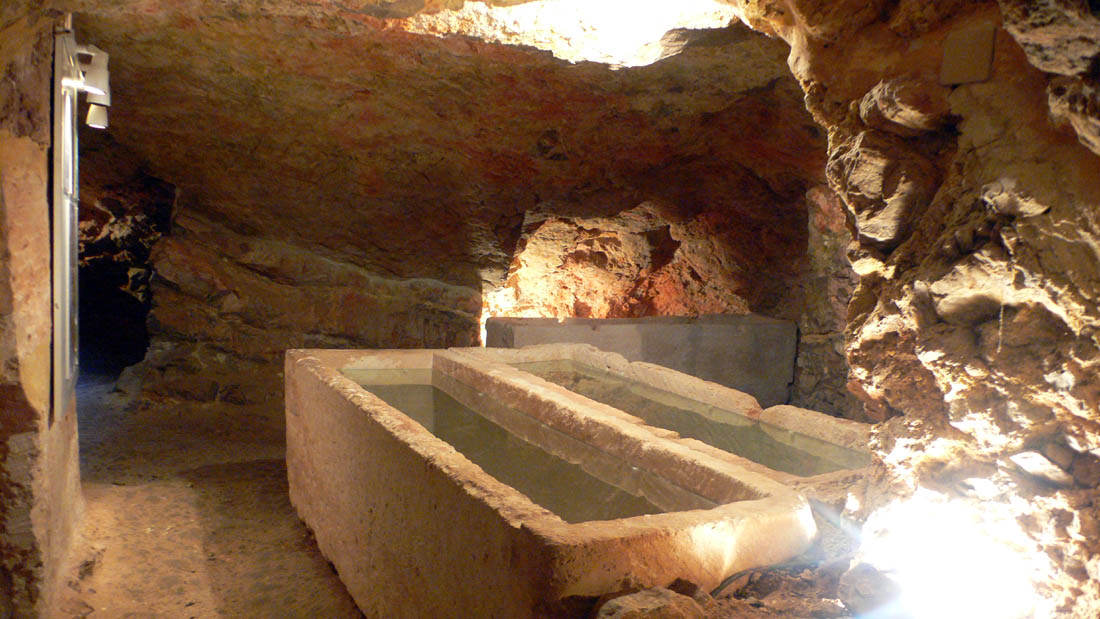
Hipogeu de Puig des Molins
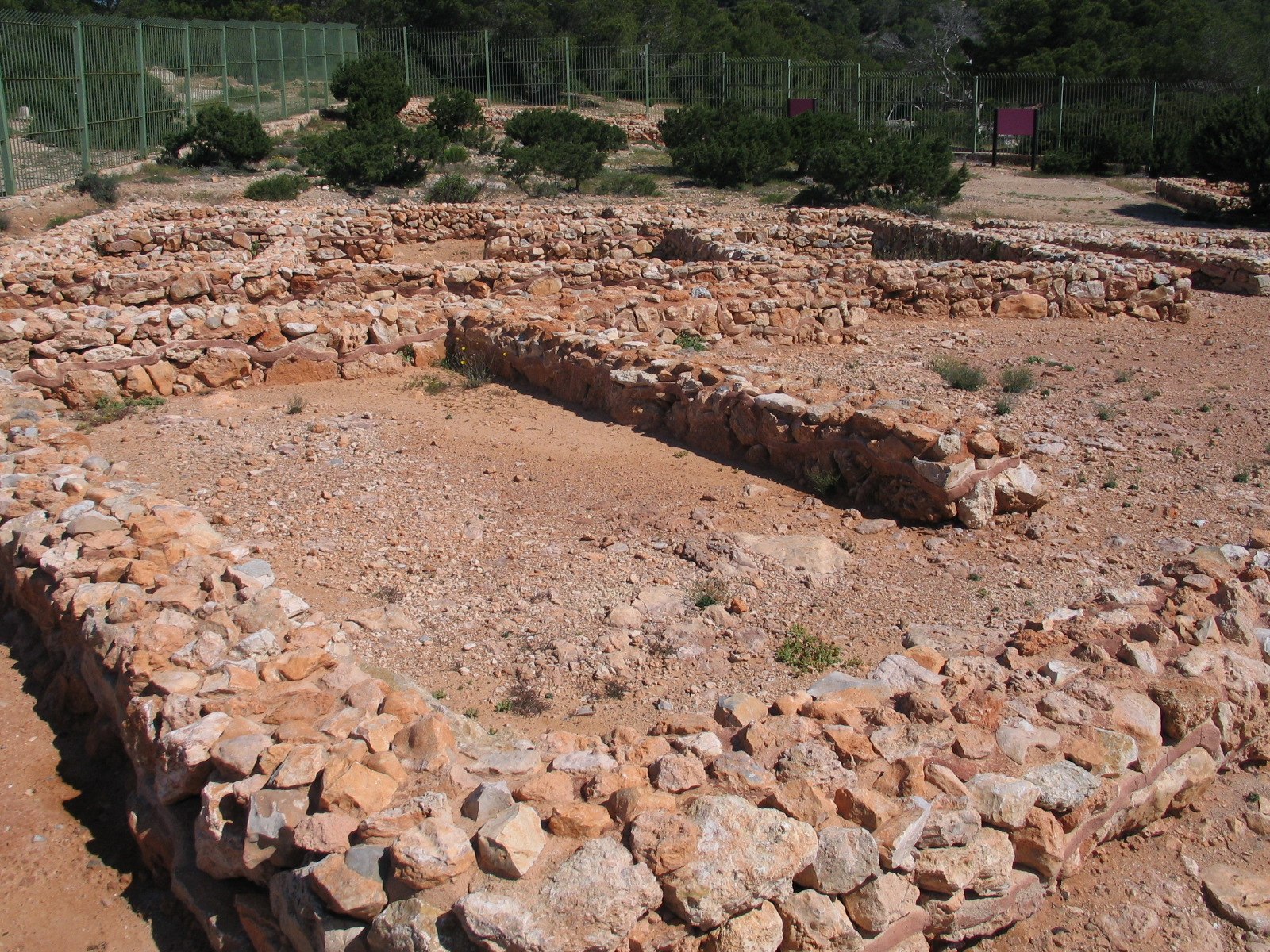
Jaciment de sa Caleta
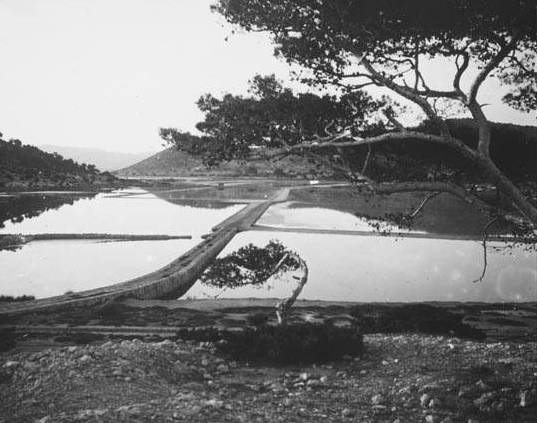
Ses Salines (1912)

## Entorn de protecció
L'entorn de protecció de les praderies de posidònia inclou tot el parc natural de ses Salines, amb les Salines d'Eivissa, les Salines de Formentera i els illots dels Freus.
El bé inscrit de Dalt Vila és tota la ciutadella intramurs amb la zona alta medieval i la Vila Nova renaixentista. Fora de les muralles es consideren que formen part de l'entorn de protecció els barris de sa Penya del segle xvii, la Marina del segle xviii i el barri de la plaça de Vara de Rey del segle xix, constituint en conjunt la ciutat històrica. Com a paisatge cultural de l'entorn s'inclou ses Feixes i es Soto.
L'inventari d'edificis històrics representatius inclosos en la memòria de demanda d'inscripció, tots ells a Dalt Vila, són:
- Seu de la Universitat, antic consell insular, actualment seu del Museu Arqueològic.
- La Cúria, antiga Cort o Tribunal de Justícia.
- Castell Almudaina, antic castell islàmic i després residència dels tres senyors de l'illa.
- Pabordia, després Palau Episcopal i actualment arxiu diocesà.
- Catedral de Santa Maria
- Capella de Sant Salvador, de les confraries de mariners i barquers, actualment seu del Museu Arqueològic.
- Capella de l'Esperança, de la confraria de teixidors.
- Convent de Sant Domènec, actualment seu de l'Ajuntament.
- Convent de ses Monges Tancades.
- Cases senyorials: Can Comasema (abans Can Llaudis), Can Balanzat, Can Fajarnés, Casa Gota-redona.

## Història
Diversos elements que formen part del Patrimoni de la Humanitat ja estaven protegits amb la figura de Béns d'Interès Cultural. En la categoria de zona arqueològica, el 1931 es va declarar la necròpolis del Puig des Molins i el 1993 el jaciment de sa Caleta. En la categoria de monument, el 1942 es van declarar les muralles renaixentistes i el 1949 l'Almudaina. El 1969 es va declarar conjunt històric la ciutat d'Eivissa, incloent Dalt Vila i es Soto. El 2002 es va declarar ses Feixes com a lloc històric, però anul·lat el 2007.
L'àrea del parc natural de ses Salines és Zona d'Especial Protecció de les Aus inscrita des del 1993 en la Llista de Zones Humides d'Importància Internacional del Conveni de Ramsar i inclosa en la Xarxa Natura 2000 de la Unió Europea. Les praderies de posidònia i les salines estan protegides per la Llei de la Reserva Natural de ses Salines de 1995.
El 1986 l'Associació de Vesins de Dalt Vila d'Eivissa va sol·licitar la inscripció de Dalt Vila com a Patrimoni de la Humanitat. Va ser rebutjada per no tenir en compte els criteris de la convenció sobre la interpretació i valorització dels béns. El juny de 1998 es va presentar una nova proposta signada pels ajuntaments d'Eivissa, Formentera i Sant Josep de sa Talaia, el Consell Insular d'Eivissa i Formentera, i el Govern de les Illes Balears. Aquesta nova nominació posava en relleu els valors històrics i culturals i la seva relació amb l'entorn natural i arqueològic. Va ser aprovada en la 23a sessió del comitè de Patrimoni de la Humanitat celebrada a Marràqueix el desembre de 1999.